# Luciana Paluzzi
Luciana Paluzzi (n. Roma, 10 de junio de 1937) es una actriz italiana. Es conocida sobre todo por interpretar a Fiona Volpe, la asesina de SPECTRE, en la cuarta película de James Bond: Operación Trueno.

## Carrera

### Cine
La primera aparición cinematográfica de Paluzzi fue como extra sin acreditar en Three Coins in the Fountain (1954). Después siguió apareciendo en muchas películas, bastantes de las cuales se rodaron en su Italia natal. En sus primeras películas se la acreditaba como Luciana Paoluzzi. En 1958 rodó una película en España, concretamente en Estartit y se hospedaban en el Hotel Voramar de La Escala. El título de la película es Sea Fury (La furia del Mar) junto a Stanley Baker.
Paluzzi es más conocida como la villana Fiona Volpe en Operación Trueno (1965). Tuvo una audición para ser la principal chica Bond, Dominetta "Domino" Palazzi, pero los productores contrataron a Claudine Auger, cambiando el personaje de Domino de una italiana a una francesa y renombrándola Dominique Derval. Después de su abatimiento inicial cuando se la informó de que no había conseguido el papel, Paluzzi se puso muy contenta cuando le dijeron que su premio de consolación era el papel de Volpe, que dijo era «más divertido de interpretar». Más tarde Paluzzi afirmó que ser una chica Bond era una espada de doble filo. En el documental Bond Girls Are Forever, Paluzzi expresó su asombro por el nivel de fama, publicidad y reconocimiento que recibió de Operación Trueno; pero como resultado de estar en una película tan extravagante, sintió que fue tomada menos en serio como actriz cuando volvió a la industria del cine italiano.
Paluzzi apareció en películas como Return to Peyton Place (1961), Muscle Beach Party (1964), Chuka (1967) y Captain Nemo and the Underwater City (1969). También protagonizó la película de explotación de 1969 99 Women, de Jesús Franco.

### Televisión
En 1959–60, apareció en la serie de televisión de espionaje de breve duración Five Fingers con David Hedison. En 1962 interpretó a una esposa asesina en un episodio de Thriller, "Flowers of Evil". Así también interpretó a Michele Dubois en el capítulo "The Dowry" (la dote) de la serie de Televisión "Bonanza", una joven de Nueva Orleans a la que le robaron su dote, lo que pone en peligró la celebración de su matrimonio.
En 1964 interpretó a la villana en un episodio de El agente de CIPOL, siendo la seductora agente de THRUSH Angela en el episodio "The Four Steps Affair" y en la versión cinematográfica del episodio piloto, To Trap a Spy. En 1967 interpretó a la seductora agente externa Marla Valemska en "Matchless", el primer episodio de la serie Mr. Teriffic.

## Vida personal
Paluzzi en 1960 se casó con el actor Brett Halsey, juntos aparecieron como una pareja de recién casados en la película Return to Peyton Place. La pareja tuvo un hijo, Christian, y tras divorciarse en 1962 Halsey se casó con Heidi Brühl.
En 1980, Luciana Paluzzi se casó con su actual marido, el magnate estadounidense Michael Solomon, un expresidente de Warner Bros International Television. Los dos vivieron en una finca exclusiva a orillas de acantilado con vista al océano Pacífico en Jalisco, México, conocida como "Casa Dos Estrellas". La pareja vendió la finca en 2005 para residir en Nueva York y Roma porque quería estar cerca de la familia.